# Starlin Castro
Starlin DeJesus Castro (ur. 24 marca 1990) – dominikański baseballista występujący na pozycji łącznika i drugobazowego w Washington Nationals.

## Minor League Baseball
W październiku 2006 roku podpisał kontrakt z Chicago Cubs. Występy w organizacji rozpoczął w 2007 w dominikańskiej lidze letniej w zespole DSL Cubs (poziom Rookie). W sezonie 2008 występował w AZL Cubs (Rookie), zaś w 2009 w Daytona Cubs (Class A-Advanced) oraz Tennessee Smokies (Double-A). W czerwcu 2009 jako zawodnik Daytona wystąpił w Florida State League All-Star Game, w którym zaliczył 4 uderzenia na 4 podejścia, w tym inside-the-park home runa i został wybrany MVP meczu. Na przełomie 2009–2010 grał w dominikańskim zespole Leones del Escogido.

## Major League Baseball

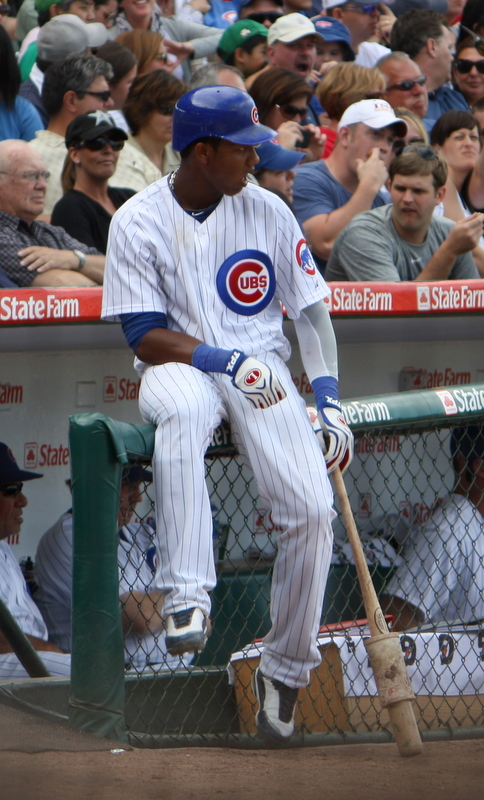
Starlin Castro jako zawodnik Chicago Cubs

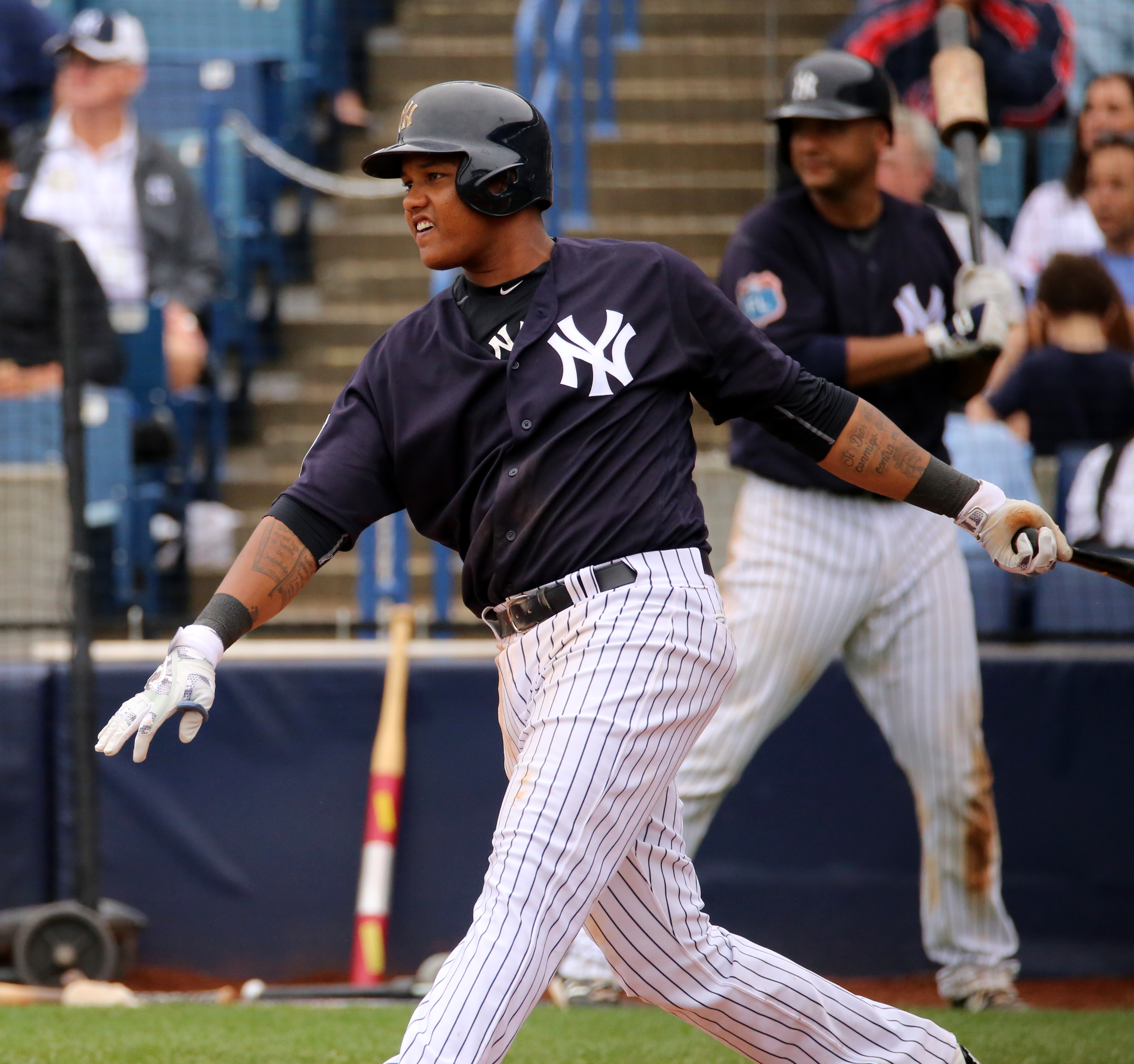
Starlin Castro jako zawodnik New York Yankees

### Chicago Cubs
Sezon 2010 rozpoczął od występów w Tennessee Smokies, a 7 maja został przydzielony do 40-osobowego składu Chicago Cubs. Tego samego dnia po raz pierwszy wystąpił w Major League Baseball w wygranym 14–7 meczu z Cincinnati Reds i został szóstym zawodnikiem w historii klubu, który zdobył home runa w swoim pierwszym podejściu do odbicia. W tym samym spotkaniu zaliczył three-run triple i został pierwszym zawodnikiem w historii MLB, który w debiucie zaliczył 6 RBI. W 2010 został wybrany przez serwis Baseball America do All-Rookie Team.
W lipcu 2011 w wieku 21 lat został najmłodszym baseballistą Chicago Cubs, który został powołany do Meczu Gwiazd. Kolejne występy w All-Star Game notował w 2012 i 2014. 18 września 2015 w wygranym 8–3 meczu z St. Louis Cardinals zdobył dwa home runy i wyrównał rekord kariery zaliczając 6 RBI.

### Późniejszy okres
W grudniu 2015 w ramach wymiany zawodników przeszedł do New York Yankees. 9 kwietnia 2016 w meczu z Detroit Tigers zaliczył 1000. odbicie w MLB, zaś 22 czerwca 2016 w spotkaniu z Colorado Rockies swojego pierwszego w zawodowej karierze walk-off home runa. 11 grudnia 2017 wraz z dwoma innymi zawodnikami przeszedł do Miami Marlins za Giancarlo Stantona. W styczniu 2020 dołączył do Washington Nationals.

## Nagrody i wyróżnienia
| Nagroda/wyróżnienie | Lata             | Źródło |
| 3× All-Star         | 2011, 2012, 2014 | [ 1 ]  |